# دانيال جي. سوليفان
دانيال جي. سوليفان (بالإنجليزية: Daniel G. Sullivan)‏ هو كاتب سيناريو أمريكي، ولد في القرن العشرين في هامبدين في الولايات المتحدة.

## وصلات خارجية
- دانيال جي. سوليفان على موقع IMDb (الإنجليزية)
- دانيال جي. سوليفان على موقع قاعدة بيانات الفيلم (الإنجليزية)